# Leopold von Stuckrad (général, 1780)
Ne doit pas être confondu avec Leopold von Stuckrad (général, 1808).
Karl Friedrich Leopold von Stuckrad (également : Stückrath, né le 29 mai 1780 à Königsberg et mort le 22 août 1854 à Prökuls) est un lieutenant général prussien. En 1806, il devient seigneur de Steinwalde (arrondissement de Friedland) et en 1809 de Gansenstein (arrondissement de Lötzen (de)).

## Biographie

### Origine
Les Stuckrad sont une famille hessoise. Son père et son oncle Hermann Wilhelm (mort en 1803) combattent aux côtés des Prussiens pendant la guerre de Sept Ans sous le commandement du duc Ferdinand de Brunswick. En 1773, tous deux passent au service prussien. Ses parents sont Franz Leonhard Wilhelm von Stuckrad (1740-1819) et son épouse Charlotte Wilhelmine Sophie, née von Collas (de) (1754-1828). Son père est un major prussien, plus récemment dans le bataillon de dépôt du régiment d'infanterie « von Henckel ».

### Carrière militaire
Stuckrad rejoint le régiment d'infanterie « von Larisch » de l'armée prussienne en tant que caporal privé le 10 avril 1795 et est promu sous-lieutenant à la mi-décembre 1797. Le 2 juin 1801, muni d'un brevet daté du 20 septembre 1797, il est muté à la 2e brigade de fusiliers de Prusse-Orientale jusqu'à ce qu'il lui dise au revoir le 26 novembre 1803. À l'approche de la guerre de la Quatrième Coalition, Stuckrad est nommé premier lieutenant  le 8 mai 1806 du 1er bataillon de réserve de Prusse-Orientale. Il participe à la campagne de Prusse en 1807, mais ne participe pas aux combats. Après la paix de Tilsit, il est rendu inactif le 8 octobre 1807 avec demi-solde. Le 10 novembre 1812, Stuckrad reçoit un poste de premier lieutenant dans la gendarmerie et le 21 avril 1813, il est promu capitaine d'état-major comme adjudant au 2e régiment d'infanterie de Landwehr de Prusse-Orientale. Là, il est promu capitaine et commandant de compagnie au début de juillet 1813. Pendant les guerres napoléoniennes, il combat lors des sièges de Custrin et de Magdebourg et reçoit l'ordre de Saint-Vladimir de 4e classe pour Rodemacher.
Le 7 septembre 1815, il est promu major et, en tant que tel, agrégé au 1er régiment d'infanterie  fin juin 1816 et classé chef de bataillon le 30 mars 1817. Il est décoré de la croix de guerre en 1825. Le 30 mars 1830, il est nommé commandant du IIe bataillon du 3e régiment de Landwehr. Dans cette position, Stuckrad est promu lieutenant-colonel le 30 mars 1832 avec un brevet daté du 1er avril 1832. Le 17 mai 1833, il devient commandant du 3e bataillon du 1er régiment de Landwehr et est promu colonel le 30 mars 1835. Le 18 août 1837, il est nommé commandant de la forteresse de Pillau et, à l'occasion de la fête de l'ordre en 1838, il reçoit l'ordre de l'Aigle rouge de 3e classe récompensée par un ruban. Le 7 avril 1842, il est promu major général. Doté du statut de lieutenant général, Stuckrad fait ses adieux le 13 mars 1847 avec la pension légale. Pour célébrer ses noces d'or, il reçoit du roi 100 Frédéric d'or afin que tous ses enfants puissent venir à la célébration. Il décède peu après sa femme le 22 août 1854.

### Famille
Stuckrad se marie avec Charlotte Elisabeth von Drigalski (1785-1854) le 19 mars 1802 à Arys. Le couple a plusieurs enfants :
- Fille (née et morte en 1802)
- Johann Bernhard Otto (de) (1803-1888), général de division prussien marié en 1829 avec Antonie Marie Luise von Lüdicke (1809-1884)
- Louis (1804-1805)
- Jokobine Charlotte Amalie (1806-1825)
- Charlotte (1807-1808)
- Karl Friedrich Leopold (1808-1885), lieutenant général prussien marié en 1839 avec Auguste Wilhelmine Henriette Kühl (1820-1884)
- Mathilde Éléonore (1809-1812)
- Dorothea Juliane Wilhelmine Charlotte (1810-1843) mariée en 1829 avec Alexander von Trentovius (mort en 1878), conseiller d'État russe et consul à Memel
- Jakobine Amaline Adelheid (1811-1812)
- Mathilde Aurore (1812-1813)
- Franz Friedrich Alexander (1814-1895), lieutenant général prussien marié en 1849 avec Emma Ida Karoline Wilhelmine Kranichfeld (1827-1907)
- Franz (né et mort en 1815)
- Kurt Emil Wilhelm (1816-1826)
- Mathilde (1817-1818)
- Hermann Août (né et mort en 1818)
- Friedrich Wilhelm (1819-1896), agent du bâtiment marié en 1859 avec Julie Luise Josephine Valeska von Drigalski (1828-1897)
- Hermann Adolf (1820-1897), chirurgien général prussien marié en 1829 avec Henriette Amalie von Rosten, veuve Hoffmann (1823-1862)
- Fille (née en morte en 1821)
- Luise Sophie (né en 1823), chanoinesse à Königsberg
- Julius Rudolf (1824–1897), gentilhomme de Georgshöhe (arrondissement d'Heydekrug) et de Jablonken (arrondissement d'Osterode-en-Prusse-Orientale (de)) marié en 1858 avec Ernestine Luise Penzenburg (1821–1907)
- Fille (née et morte en 1825)
- Ludwig Kasimir Heinrich (1826-1862), capitaine
- Julius August Bernhard (1827-1908), lieutenant prussien, capitaine britannique est décédé à San Diego, Californie
- Emma Klara Agnès (1828-1829)
- Eugen August Ludwig (1830-1852), lieutenant